# Записки кавалера
«Записки кавалера» или «Мемуары кавалера» (англ. Memoirs of a Cavalier) — роман британского писателя Даниеля Дефо, опубликованный в 1720 году. Основан на биографии Эндрю Ньюпорта, участвовавшего в английской гражданской войне XVII века на стороне короля, написан, как и другие художественные произведения Дефо, от первого лица.
Долгое время «Записки» считались подлинными мемуарами. Карл Маркс отмечал, что автору удалось достоверно показать историческую атмосферу 1640-х годов. Известно, что Уинстон Черчилль построил свои книги о мировых войнах по образцу «Записок кавалера», описывая масштабные события через призму своего личного опыта.